# Cypress Mountain Resort
Cypress Bowl Ski Area jest położony w zachodnim Vancouver, (Kolumbia Brytyjska, Kanada), położony w południowej części Cypress Provincial Park. Ośrodek narciarski jest oddalony o 30 minut jazdy samochodem od północnego Vancouver, ma 47 tras narciarskich sztucznie oświetlonych i 19 km tras biegowych. Dużą popularnością są spacery w Butach śnieżnych. W kurorcie znajdują się szkoły narciarskie, wypożyczalnie sprzętu narciarskiego, restauracje i różnego typu sklepy. Latem kompleks jest zamknięty. W pobliżu jest mnóstwo szlaków turystycznych. Kompleks został rozbudowany na Zimowe Igrzyska Olimpijskie w 2010 roku w Vancouver.
Stoki narciarskie są położone na dwóch górach (Mt. Strachan 1440 m i Black Mountain – 1200 m), o przewyższeniach 610 m. 
Pomimo że kurort nazywa się Cypress Mountain, góra Cypress jest w rzeczywistości oddalona o 24 km na wschód w Coquitlam. Nazwa ośrodka wzięła się od rosnących w tym miejscu drzew Cyprysika nutkajskiego, które rosną na wysokości 800 m n.p.m. Pełna nazwa kurortu brzmi Cypress Bowl Recreations Ltd.

## Wyposażenie
Kurort ma dwa szybkie odpinane wyciągi krzesełkowe quad (Eagle Express i Lions Express), dwa czteroosobowe fixed-grip (Raven Ridge i Easy Rider), dwa podwójne wyciągi krzesełkowe (Sky Chair i Midway). Poprzednio znajdował się tam wyciąg typu Rope Tow, ale został wymieniony na Easy Rider w 2002 roku. Oryginalny (Sunrise) wyciąg krzesełkowy został rozebrany latem 2007 r. dla rozwoju Black Mountain na czas sezonu 07/08, gdzie zastąpił go wyciąg typu Raven Ridge Quad. Nowe szybkie krzesło (Lions Express) zostało skonstruowane w 2007 r. na górze Strachan przez firmę Doppelmayr. Nowy domek letniskowy powstał obok wyciągów Eagle Express i Lions Express, jego budowa zakończyła się kz ońcem 2008 roku.

## Zimowe Igrzyska Olimpijskie 2010
Podczas Zimowych Igrzysk Olimpijskich w 2010 roku Cypress gościł wszystkich zawodników narciarstwa dowolnego i snowboardu w konkurencjach (jazda po muldach, skoki akrobatyczne, skicross, half-pipe, boarder Cross i równoległy slalom gigant). Trasa do jazdy po muldach i rynny do half-pipu zostały zakończone latem 2007 roku.